# DAF YA-126

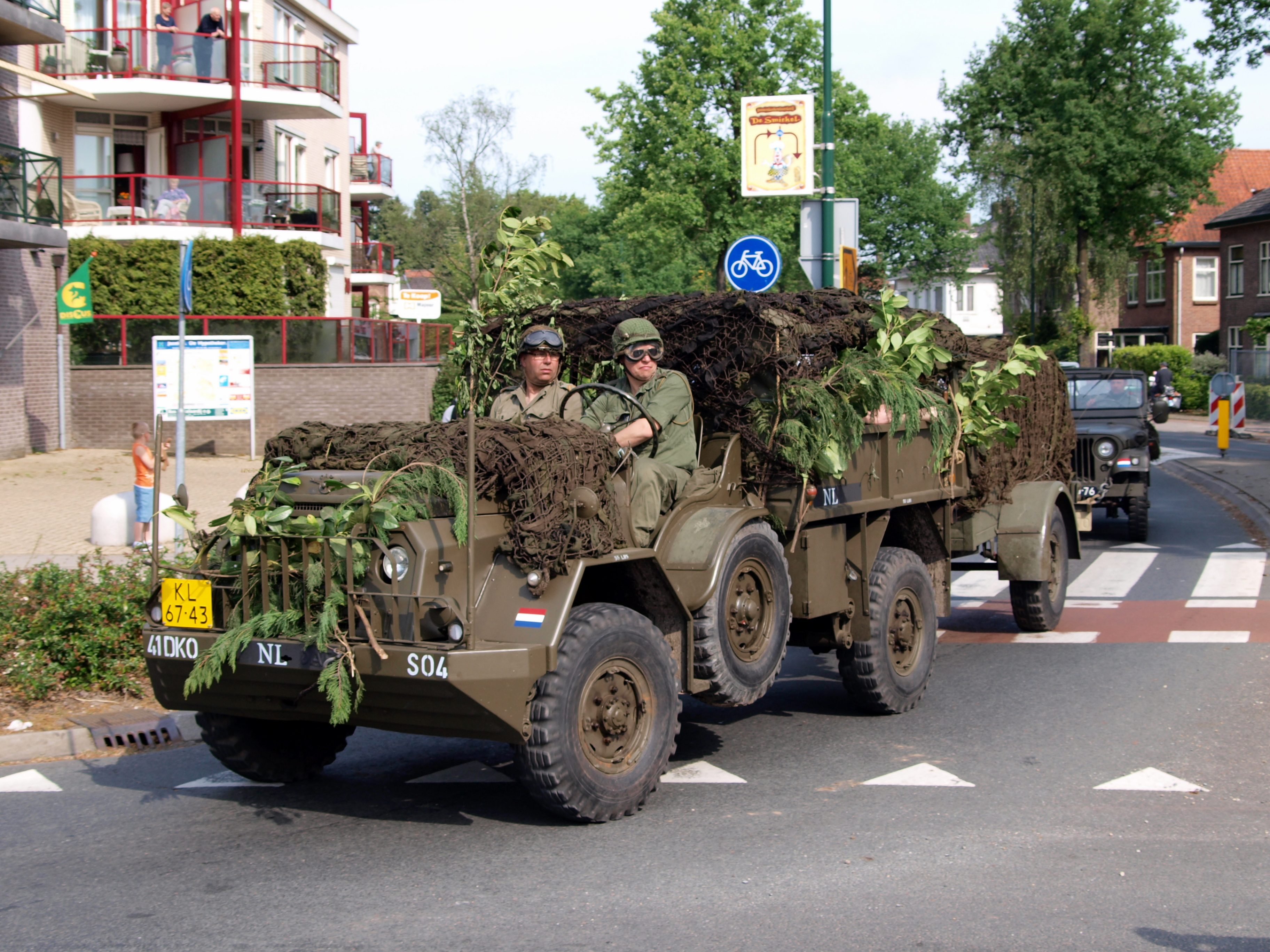
DAF YA-126

Der DAF YA-126 (DAF Wep)  war ein leichter militärischer Lkw, den DAF für die niederländische Armee als Nachfolger der Dodge-WC-Serie zwischen 1951 und 1959 in 3496 Exemplaren produzierte. Wegen veränderter Anforderungen wurde die Modellreihe bei der niederländischen Armee teils durch den DAF YA 4440 / 4442 oder Modelle des Land Rover ersetzt.

## Modellhistorie
In den 1950er-Jahren bestand der Fuhrpark der königlichen niederländischen Armee hauptsächlich aus Fahrzeugen der Alliierten des Zweiten Weltkriegs. Die Wartung der nicht mehr produzierten ursprünglichen britischen und amerikanischen Fahrzeuge und die Lieferung von Ersatzteilen wurden zunehmend ein logistisches Problem, sodass eine Erneuerung unumgänglich war. Am 20. Dezember 1951 erhielt DAF einen ersten Auftrag der Regierung in Höhe von 175 Millionen Gulden. Dieses Geld war eine Maßnahme des Marshall-Plans zum Wiederaufbau von Europa. Insgesamt summierten sich die Aufträge zwischen 1951 und 1956 auf 393.583.005 Gulden für die Lieferung von drei unterschiedlichen Arten von militärischen LKW, neben dem YA-126 auch den DAF YA-328 und den DAF YA-314/324.
Der DAF YA-126 sollte hierbei die Bestände der in den Niederlanden verbliebenen Wagen der Dodge-WC-Serie ersetzen, die für den Transport von sechs Personen oder als Krankenwagen verwendet wurde. Der Wert eines DAF YA-126 betrug 25.000 Gulden. Dieser Preis stand auf dem Armaturenbrett, wahrscheinlich um die Fahrer zur Schonung des Materials anzuhalten.

## Typenbezeichnung

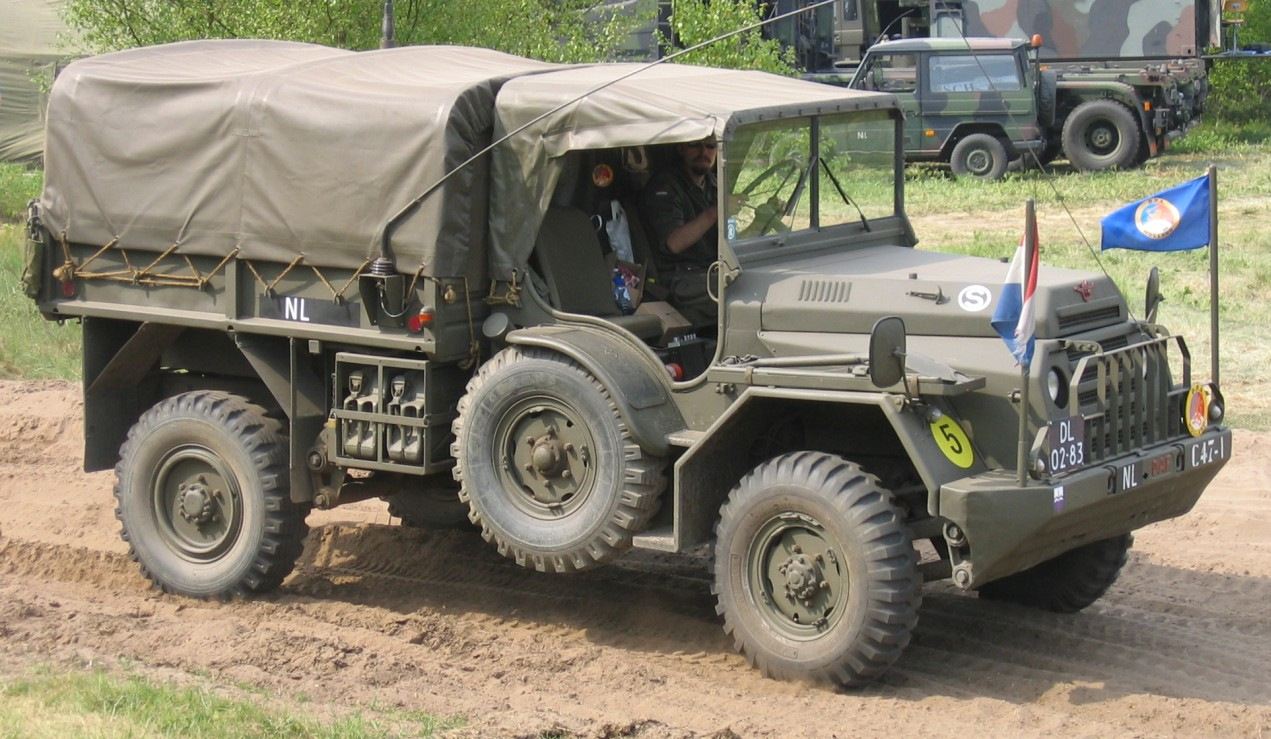
DAF YA-126 der „Koninklijke Landmacht“ (Königliches Heer).

Die Serie erhielt bei den Streitkräften den Spitznamen Wep, als Abkürzung von Waffenträgerwagen = niederländisch wapendragerwegen. Die offizielle Typenbezeichnung jedoch war:
Y = Militärfahrzeug
A = Allgemein
1= Kapazität in Tonnen
2= Bauserie, beim YA-126 gab es keine Bauserie 1, da der Prototyp DAF YA-116 nur aus Zeichnungen bestand.
6= Anzahl der Räder. Hierbei wurden grundsätzlich nur die beiden hinteren angetrieben, und die anderen mittels zuschaltbarem Allradantrieb.

## Modellvarianten
- Truck General, Standard Waffen Transporter.
- Ambulanzwagen YA-126 GWT mit Kofferaufbau. Der GWT erhielt hierfür eine Heizung vorne und hinten, da ursprünglich es im YA-126 keine Heizung verbaut war.
- Funkdienst- oder Aufklärungsfahrzeug mit Planenverdeck YA-126 EZB, oder mit Stahlkofferaufbau YA-126 FM  .

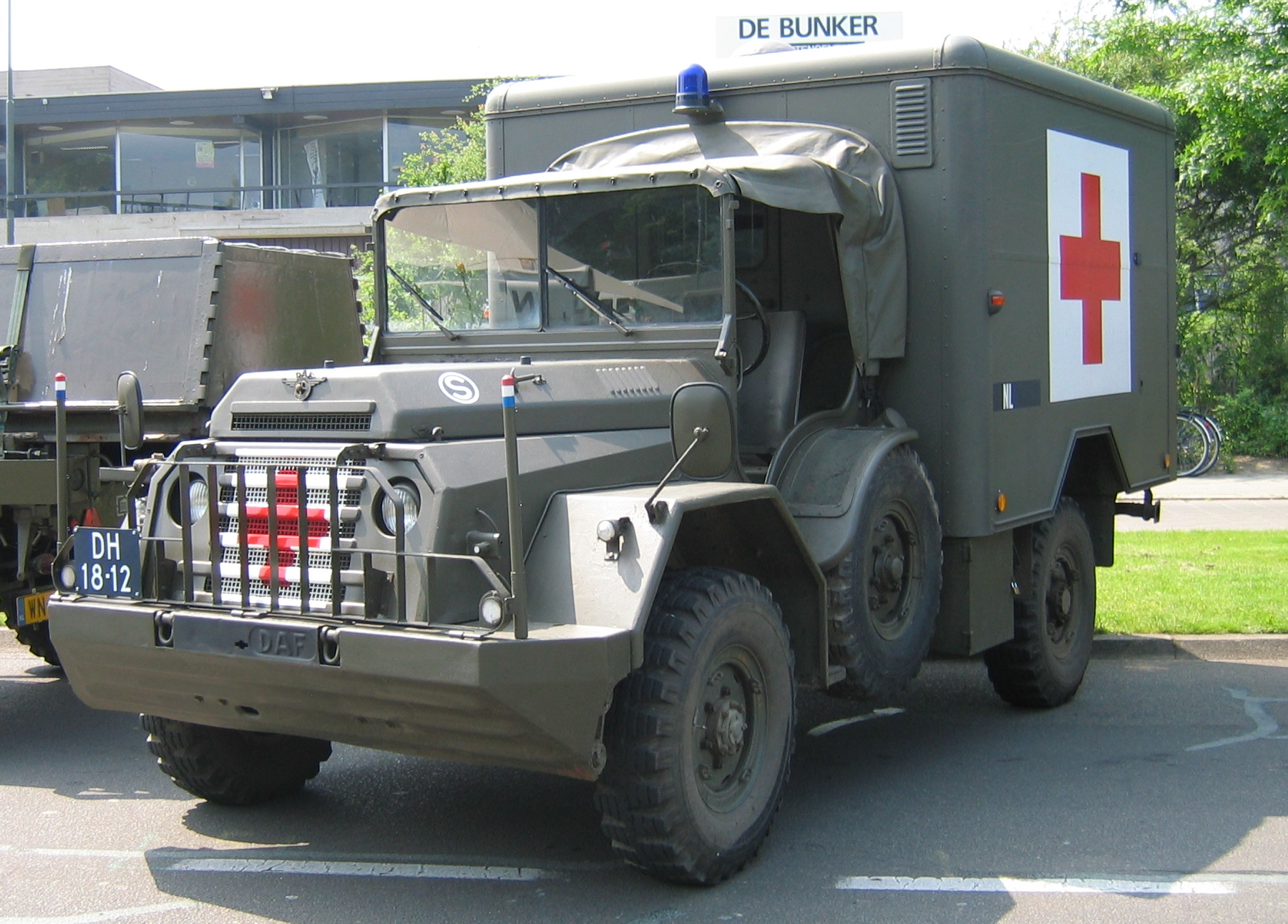
DAF YA-126 GWT Ambulance

- Werkstattwagen mit Seilwinde
- Feuerwehrwagen

## Technische Daten
Motor
- Hercules JXC 4,62 Liter 6-Zylinder, 4-Takt SV-Ventilsteuerung Benzinmotor, flüssigkeitsgekühlt
- Leistung: 102 PS bei 3200/min
- Max. Drehmoment: 285 Nm bei 1400/min
- BorgWarner 4-Gang-Schaltgetriebe, synchronisiert

### Federung vorne und hinten
jeweils
- Zwei Torsionsstäbe
- Zwei Querlenker
- Doppelt wirkende hydraulische Stoßdämpfer

### Bremssystem
- Trommelbremsen hydraulisch mit Bremskraftverstärker

### Elektrik
- On-Bord-Spannung: 24 Volt – je 2 Batterien von 12 Volt, Kapazität: 120 Ah.

## Maße und Gewichte
- Höhe: 1820-2180 mm
- Länge: 4550 mm
- Breite: 2100 mm
- Gewicht: 3400 kg
- Nutzlast: 1000 kg
- Max. Gesamtgewicht: 4400 kg
- Max. Vorderachse Druck: 2100 kg
- Max. Rear / Tandem Set: 2300 kg.

## Leistung
- Max. Geschwindigkeit auf der Straße: 80 km/h
- Reichweite: 500 km
- Wendekreis: 14,28 Meter.
- Steigfähigkeit: 65 %
- Watfähigkeit: 76 cm.
- Bodenfreiheit: 42 cm.
- On-Böschungswinkel: 40°
- Zwei Kraftstofftanks von je 55 Liter

1979 wurden die noch im Einsatz befindlichen Ambulance/Krankenwagen Modelle zu Aufklärungsfahrzeugen / Funkerwagen umgerüstet. Gleichzeitig begann die Ausmusterung des DAF YA-126, der durch die veränderten Anforderungen bei der niederländischen Armee teilweise durch den DAF YA 4440 / 4442 oder Modelle des Land Rover ersetzt wurde. 1997 wurde das letzte DAF YA-126 Modell bei der niederländischen Armee außer Dienst gestellt.